# ¿Y ahora qué hacemos?
¿Y ahora qué hacemos? es el octavo disco de Jarabe de Palo. Se publicó en España el 1 de marzo de 2011 estrenando el sencillo "La quiero a morir" junto a Alejandro Sanz en un videoclip rodado entre España y Las Vegas (Estados Unidos). El disco se presenta en directo en las principales ciudades españolas. El 1 de marzo es también la fecha para el lanzamiento en América y para Europa, el 1 de abril.

## Lista de canciones
1. «¡Yep!» - 3:41
2. «Para enredar» - 3:44
3. «Alas» - 3:49
4. «La quiero a morir» (con Alejandro Sanz) - 3:18
5. «¿Y ahora qué hacemos?» - 3:03
6. «Fin» (con Carlos Tarque - M Clan) - 2:58
7. «Hice mal algunas cosas» (con Joaquín Sabina y Carlos Tarque - M Clan) - 3:14
8. «Soy un bicho» - 4:32
9. «Amor de todo a 100» - 3:02
10. «Frío» (con Antonio Orozco) - 4:19
11. «Niña Sara» - 5:00
12. «Tú me hacías sonreír» - 4:20
13. «Breve historia de un músico persona» - 4:32